# 213. п. н. е.

## Догађаји
- Трачани побеђују и потискују Келте. Келти се још неко време задржавају у долини реке Мораве, до доласка Римске војске.
- Филип V Македонски покреће војску на Трачане.